# Малая Тартария

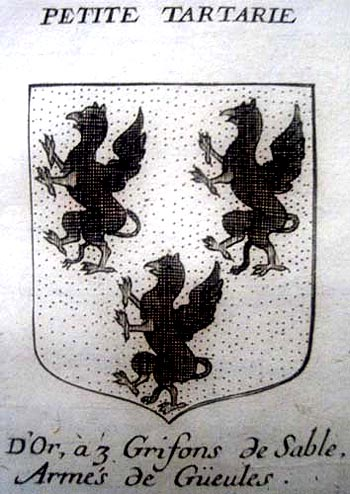
Герб Малой Татарии и потомков хана Мамая.

Ма́лая Тарта́рия или Тата́рия (лат. Tartaria Minor, итал. Tartaria Piccola, фр. la petite Tartarie) — название региона, использовавшееся в европейской картографии, географии и историографии Средневековья и Нового времени, пока на землях Крымского ханства или орды не появилась сначала Таврическая область, а затем Новороссийская и Таврическая губерния (в трудах итальянских историков термин встречается до середины XIX века, смотреть например, «Политическую географию» Чезаре Канту).
Малая Тартария располагалась на территории современных Крыма, Перекопа, южной Украины и России между реками Днепр и Дон (включая Крым), ограничивалась с юга побережьем Чёрного и Азовского морей.

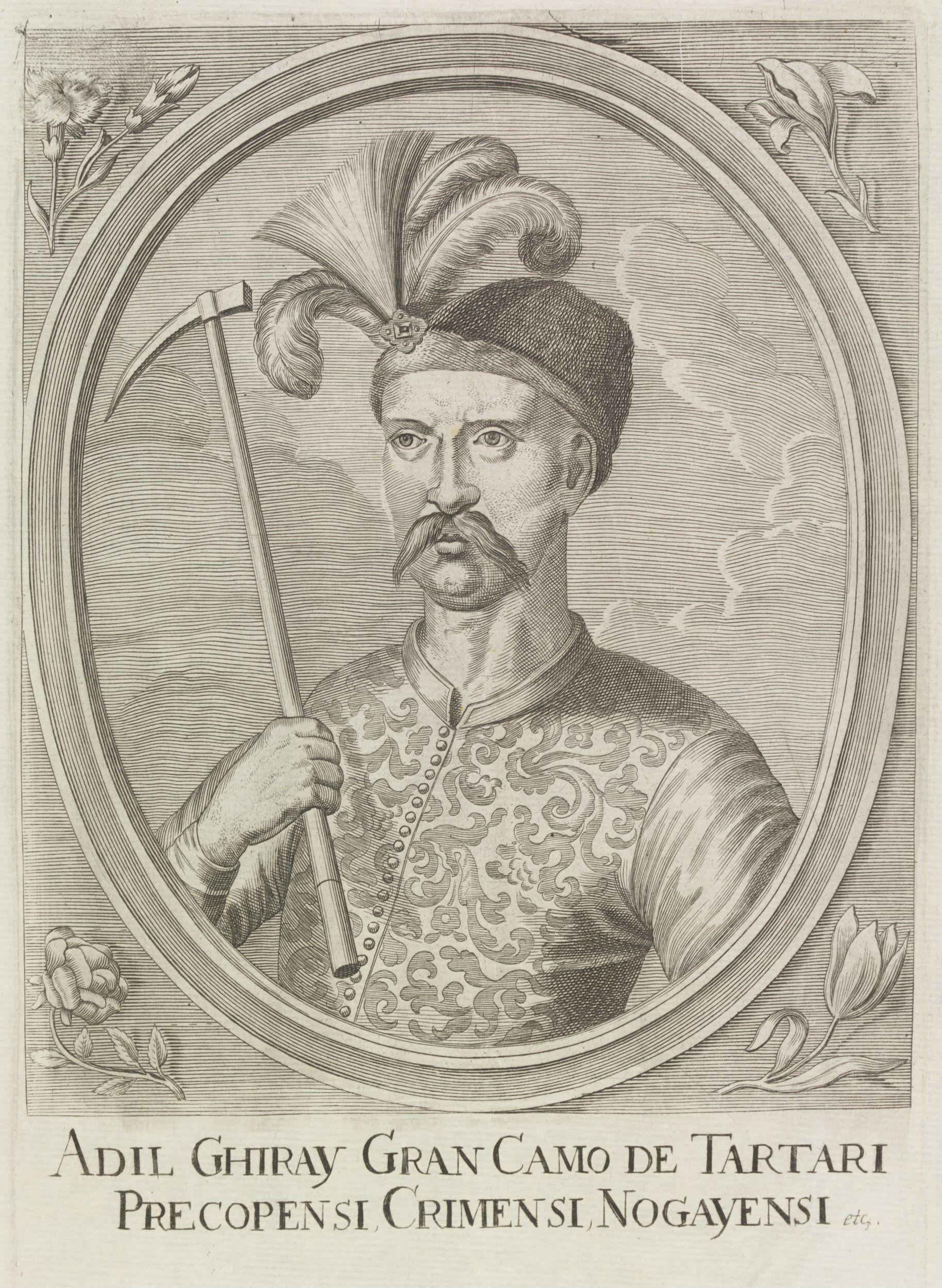
Гравюра австрийского гравёра Морица Ланга. Надпись: Адиль Герай — Великий Хан Тартарии Перекопской, Крымской, Ногайской и так далее, 1670-е годы.